# کانال فمورال
در کالبدشناسی پا، غلاف فمورال سه جزء دارد. جزء بیرونی (جانبی) شامل سرخرگ فمورال، جزء میانی شامل ورید فمورال، و جزء داخلی که کوچکترین جزء بوده و به آن کانال فمورال گویند. کانال فمورال شامل عروق لمفاتیک وابران و گره‌های لنفاوی بوده که در مقدار کمی از بافت‌های آرئولار تعبیه شده. این کانال به شکل مخروطی بوده و در حدود ۲ سانتی‌متر طول دارد.